# Шаповалов Михайло Михайлович
Михайло Михайлович Шаповалов (11 січня 1898, Грайворон, Курська губернія — 8 травня 1945) — Генерал-майор РСЧА, Генерал-майор ЗС КОНР, російський колаборант.

## Життєпис
Народився у селянській родині. Закінчив 7 класів Білгородського реального училища.
27 травня 1915 вступив добровольцем в 9-й уланський Бузький Його Імператорської Королівської Високості Ерц-Герцога Австрійського Франца Фердинанда полк 1-ї бригади 9-ї кавалерійської дивізії. Учасник Першої світової війни. Демобілізувався 18 березня 1918.
В РСЧА з 15 квітня 1918 у 8-му повстанському полку на посаді командира ескадрону. Брав участь у бойових діях проти армії УНР Головного Отамана С. В. Петлюри, 20 грудня потрапив у полон. Втік з полону 25 лютого 1919 і вступив в 1-й Камишскій кавалерійський полк.
10 травня 1919 відряджений на Московські кавалерійські курси. По закінченні 15 лютого 1920 призначений командиром ескадрону в 22-й Київський кавалерійський полк 1-ї Кінної армії.
Після закінчення бойових дій деякий час перебував у розпорядженні Управління формувань Південно-Західного фронту. 4 вересня 1921 зарахований на Харківські кавалерійські курси командного складу помічником командира ескадрону. 11 грудня призначений командиром 2-го ескадрону курсів. У тому ж році виключений з ВКП (б) за підсумками партійної чистки.
2 лютого 1922 зарахований курсантом на кавалерійське відділення Київської Вищої педагогічної військової школи, закінчив 10 вересня. 15 листопада призначений ад'ютантом 63-х піхотних курсів. З 31 січня 1923 на аналогічній посаді в штабі 3-й стрілецької Казанської дивізії, 18 квітня призначений командиром взводу 3-го ескадрону. 13 вересня переведений помічником командира ескадрону в 2-й кавалерійський корпус.
6 жовтня 1924 зарахований слухачем на хімічні курси РСЧА (закінчив в вересні 1925 г). 5 вересня направлено в Московську вищу військово-хімічну школу РККА. Не перериваючи навчання, з 1 лютого 1926 по 18 жовтня 1927 очолював хімічну службу 651-го кавалерійського полку 9-ї Червонопрапорної Кавказької дивізії. Після закінчення школи пройшов додатковий спеціалізований хімічний курс удосконалення начальницького складу РККА.
4 квітня 1932 призначений начальником хімічної служби Владивостоцького укріпрайону. В березні 1936 присвоєно військове звання майор, 27 серпня 1937 — полковник.
У 1937 призначений начальником штабу Владивостоцького УР. Восени 1937 заарештований органами НКВС як учасник «антирадянського, військово-фашистської змови», провів в ув'язненні 8 місяців. Після звільнення деякий час був начальником артилерійської школи в Севастополі.
З серпня 1941 командував 320-ю стрілецькою дивізією під Феодосією, потім — моторизованої групою у Керчі. 2 червня 1942 призначений заступником командира 1-го окремого стрілецького корпусу  Північно -Кавказького фронту, а з  2 липня — командиром корпусу. 30 липня корпус був перекинутий на Кубань .
Корпус полковника Шаповалова налічував  лише дві бригади, але героїчно стримував натиск гітлерівців. На початку серпня залишки 1-го окремого стрілецького корпусу відступили до Армавіра. 
Шаповалов добре розумів,що керівництво шукатиме винних у поразці .Він вважав,що СРСР програв війну і тому 14 серпня 1942 здався під станицею Ярославська представникам 16-ї моторизованої піхотної дивізії Вермахту. Постановою РНК СРСР від 1 жовтня присвоєно військове звання генерал-майора.
З 1943 — начальник оперативного відділу Зондерштаба «Р» Абвера у Варшаві, після його розформування у грудні відправлений у Торн (Польща). Обіймав посаду начальника табору, в якому знаходилися радянські інженерно-технічні працівники, які збирали і обробляли інформацію про військово-промисловий комплекс СРСР.
У грудні 1944 в чині генерал-майора ЗС КОНР формував винищувально-протитанкову російську добровольчу бригаду для оборони Берліна.
У лютому 1945 призначений командиром третьої піхотної дивізії (700-й за німецькою нумерації) ЗС КОНР. В кінці квітня, просуваючись з кадрами дивізії на з'єднання з Південною групою ЗС КОНР генерал-майора ЗС КОНР Ф. І. Трухіна з району Ванг через Фюссені до Чехії, у Кемптена зустрівся з колонами 1-ї російської національної армії генерал-майора Вермахту Б. А. Хольмстон-Смисловского, що прямувала до Швейцарії і Ліхтенштейн, але відмовився до неї приєднатися. На початку травня з'єднався з Південною групою в районі Райнбаха між Будвансом і Лінцом на території Австрії.
3 травня вилетів з містечка Німецький Брід в Сухомасти під Прагу для встановлення зв'язку з Північною групою генерал-майора ЗС КОНР С. К. Буняченко і з Власовим. 5 травня повернувся до Південної групу з повідомленням про рішення Буняченко взяти участь у Празькому повстанні. Того ж дня до Праги був посланий генерал-майор ЗС КОНР В. Г. Баерскій. Не дочекавшись звісток, разом з Трухіним вранці 8 травня виїхав під Прагу. У Пршибрамі потрапив у засідку чеських партизан прорадянської орієнтації і розстріляний.